# Campeonato Francés de Fútbol (USFSA) 1910
El Campeonato Francés de Fútbol 1910 fue la 17.ª edición de dicho campeonato, organizado por la USFSA (Union des Sociétés Françaises de Sports Athlétiques). El campeón fue el US Tourcoing.

## Torneo

### Primera ronda
- Cercle des Sports Stade Lorrain 1-1 Racing Club de Reims (repetición)
- Cercle des Sports Stade Lorrain 2-1 Racing Club de Reims
- Amiens SC 5-0 FC Rouen
- US Le Mans 4-1 Union sportive de Tours
- FC Rouen 6-1 Amiens SC

### Octavos de final
- US Tourcoing 5-0 Football club de Braux
- Stade Bordelais UC 3-1 Stade nantais université club
- Olympique de Cette 3-1 Stade toulousain
- SH Marseille 11-0 AS Cannes
- Lyon Olympique 4-1 Racing Club Franc-Comtois de Besançon
- Stade Français 3-0 SM Caen
- Union sportive Servannaise 7-1 US Le Mans
- Amiens SC 8-1 Cercle des Sports Stade Lorrain

### Cuartos de final
- Stade Bordelais UC 3-1 Olympique de Cette
- Union sportive Servannaise 2-0 Stade Français
- US Tourcoing 5-0 Amiens SC
- SH Marseille 5-0 Lyon Olympique

### Semifinales
- US Tourcoing 3-0 Union Sportive Servannaise
- SH Marseille 4-1 Stade Bordelais UC

### Final
- US Tourcoing 7-2 SH Marseille